# 安城警察署 (京畿道)
安城警察署（アンソンけいさつしょ）は、京畿地方警察庁所管の警察署である。

## 管轄区域
- 安城市

## 沿革
- 1945年10月21日 -国立警察開設とともに、京畿道警察部傘下の警察署として開所。

## 管轄地区隊
- 中央地区隊

## 管轄派出所
- 一竹派出所
- 竹山派出所
- 宝蓋派出所
- 孔道派出所
- 金光派出所
- 元谷派出所
- 陽城派出所
- 大徳派出所

## 管轄治安センター
- 瑞雲治安センター
- 古三治安センター